# Lichtenwald (Altenthann)

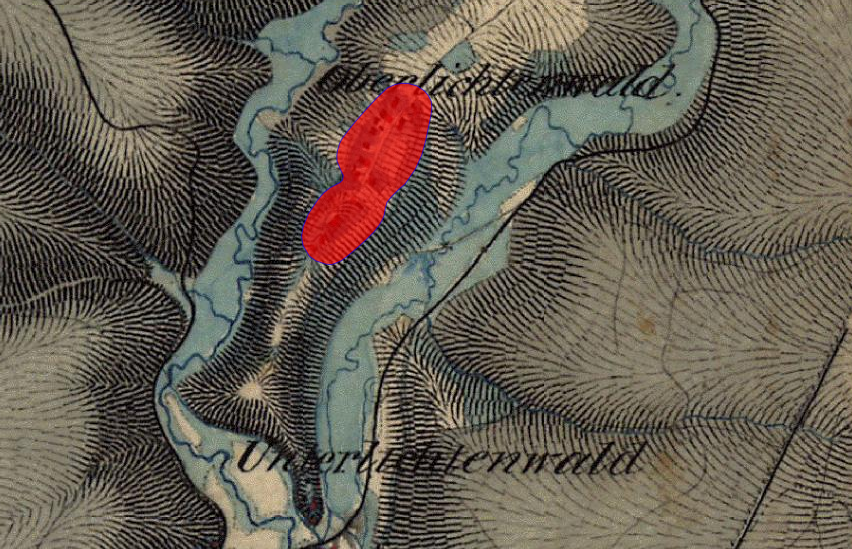
Lageplan von Lichtenwald (Altenthann) auf dem Urkataster von Bayern

Lichtenwald ist eine Gemarkung und war bis 1978 eine Gemeinde im oberpfälzer Landkreis Regensburg (Bayern).
Die Gemarkung hat eine Fläche von 299,7 Hektar und liegt vollständig auf dem Gebiet der Gemeinde Altenthann. Auf ihr liegen deren Gemeindeteile Heuweg, Oberlichtenwald, Schmatzhäusl, Spitz, Thiergarten und Unterlichtenwald.

## Geschichte
Der Name Lichtenwald ist ein Rodungsname und verweist auf die Entstehung des Ortes im 11. Jahrhundert. Als Hector von Lichtenberg um 1348 die Burg Lichtenwald erbauen ließ und den Namen „Lichtenperger vom Lichtenwald“ annahm, bestand der Ort Lichtenwald sicher schon. In Lichtenwald wird ohne weitere Angabe auch ein Eisenhammer genannt. 1503 wurde Lichtenwald in den Akten des Gerichts Donaustauf erstmals Hofmark genannt.
Die Hofmarksrechte der Hofmark Lichtenwald gingen 1818 an das Thurn und Taxis’sche Herrschaftsgericht Wörth. Durch das bayerische Gemeindeedikt wurde 1818 die Gemeinde Lichtenwald gegründet.  Die Adelsvorrechte wurden mit der Revolution 1848 aufgehoben.
Die Gemeinde im Landkreis Regensburg wurde im Zuge der Gebietsreform in Bayern zum Jahresbeginn 1978 in die Gemeinde Altenthann eingegliedert. Sie bestand aus den sechs Gemeindeteilen Heuweg, Oberlichtenwald, Schmatzhäusl, Spitz, Thiergarten und Unterlichtenwald. Der Sitz der Gemeindeverwaltung war in Unterlichtenwald. Im Jahr 1964 hatte die Gemeinde eine Fläche von 299,08 Hektar und hatte 237 Einwohner, 1970 waren es 268 Einwohner. Den höchsten Einwohnerstand hatte die Gemeinde im Jahr 1890 mit 275 Einwohnern.